# Nicolae Neacșu
Nicolae Neacșu (n. 1924, Clejani, Giurgiu, România – d. 3 septembrie 2002, Clejani, Giurgiu, România) a fost un lăutar, un membru important al Tarafului de Haiduci (Taraf de Haïdouks), o trupă de rromi de la Clejani, România. El a fost considerat a fi unul dintre cei mai buni violoniști romi din lume. Principalul lui discipol a fost Gheorghe "Caliu" Anghel, care încă mai cântă în Taraful de Haiduci.